# Michele V il Calafato
Michele V (in greco medievale: Μιχαήλ Ε΄ Καλαφάτης, Mikhaēl V Kalaphatēs; Paflagonia, 1015 – Costantinopoli, 24 agosto 1042) è stato un imperatore bizantino. Detto il Calafato, fu basileus dei Romei dal 10 dicembre 1041 fino al 19 aprile 1042. Cercò di spodestare l'imperatrice Zoe Porfirogenita, che lo aveva associato a lei nella gestione dell'impero. Scoperta la congiura fu fatto arrestare e accecare dalla sorella di Zoe, Teodora, che fu associata a lei nella gestione dell'Impero.

## Il regno
Di origini popolari e nipote di Michele IV e di Giovanni l'Orfanotrofo (il soprannome gli viene dalla professione del padre), venne adottato dall'imperatrice Zoe e nel 1041 alla morte di Michele gli succedette al trono.
Cercò di rovesciare la politica del suo predecessore esiliandone il fratello ministro e relegando Zoe in un monastero ma, in seguito a una rivolta dei cosiddetti legittimisti (costituiti da nobiltà e clero) che riconobbero Zoe come ultima discendente della dinastia macedone, Michele venne deposto e accecato nel 1042, per ordine di Teodora, sorella di Zoe, che nel frattempo era stata richiamata sul trono per governare l'impero insieme alla sorella.
Gli succedettero, per breve tempo, prima Zoe poi la sorella Teodora e poi, sempre nel 1042 Zoe e il suo nuovo marito, Costantino IX Monomaco.
Michele morì il 24 agosto dello stesso anno, in seguito alle ferite riportate.